# Préchac (Gironde)
Pour les articles homonymes, voir Préchac.
Préchac est une commune du Sud-Ouest de la France, située dans le département de la Gironde en région Nouvelle-Aquitaine.
Ses habitants sont appelés les Préchacais.

## Géographie

### Localisation
Située dans la forêt des Landes en limite du Parc naturel régional des Landes de Gascogne, la commune se trouve, au sud-est du département et en limite du département des Landes, à 59 km au sud-sud-est de Bordeaux, chef-lieu du département, à 21 km au sud-sud-ouest de Langon, chef-lieu d'arrondissement et à 7 km au sud-sud-est de Villandraut, ancien chef-lieu de canton.
Les principaux hameaux sont : Mansencal, Merrein, Loumos, Moulard, Luas, Peyredieu, Taris, Castaing, Bron, Jeambos, Insos et la Trave.

### Communes limitrophes
Les communes limitrophes en sont Uzeste au nord-est, Pompéjac à l'est, Lucmau au sud-est, Cazalis au sud-ouest, Bourideys à l'ouest, Saint-Léger-de-Balson à l'ouest-nord-ouest et Villandraut au nord-ouest.
| Villandraut Saint-Léger-de-Balson |         | Uzeste   |
| Bourideys                         | Préchac | Pompéjac |
| Cazalis                           |         | Lucmau   |

### Hydrographie
La commune est arrosée par le Ciron qui constitue la limite nord-occidentale du territoire communal avec Uzeste et d'ouest en est :
- le Mouinatéou[4] qui sépare en partie la commune de celle de Bourideys, affluent, un peu plus au nord, du Ballion, lui-même affluent du Ciron,
- le ruisseau de Taris, également dit ruisseau de la Citadelle[5], affluent de rive gauche du Ciron,
- le ruisseau de Merrein ou de Guillaume[6], affluent du ruisseau de Taris,
- le ruisseau de Bardine[7], affluent de rive gauche du Ciron,
- le ruisseau de Homburens[8], affluent de rive gauche du Ciron,
- le ruisseau de Lucmau ou de Bagéran[9] qui sépare en partie la commune de celle de Lucmau, affluent de rive gauche du Ciron,

### Climat
Pour des articles plus généraux, voir Climat de la Nouvelle-Aquitaine et Climat de la Gironde.
Historiquement, la commune est exposée à un climat océanique aquitain.  
En 2020, Météo-France publie une typologie des climats de la France métropolitaine dans laquelle la commune est exposée à un climat océanique et est dans la région climatique  Aquitaine, Gascogne, caractérisée par une pluviométrie abondante au printemps, modérée en automne, un faible ensoleillement au printemps, un été chaud (19,5 °C), des vents faibles, des brouillards fréquents en automne et en hiver et des orages fréquents en été (15 à 20 jours).
Pour la période 1971-2000, la température annuelle moyenne est de 12,7 °C, avec une amplitude thermique annuelle de 14,5 °C. Le cumul annuel moyen de précipitations est de 907 mm, avec 12 jours de précipitations en janvier et 7,1 jours en juillet. Pour la période 1991-2020, la température moyenne annuelle observée sur la station météorologique la plus proche, située sur la commune de Cazats à 14 km à vol d'oiseau, est de 13,7 °C et le cumul annuel moyen de précipitations est de 825,5 mm,. Pour l'avenir, les paramètres climatiques de la commune estimés pour 2050 selon différents scénarios d'émission de gaz à effet de serre sont consultables sur un site dédié publié par Météo-France en novembre 2022.

## Urbanisme

### Typologie
Au 1er janvier 2024, Préchac est catégorisée commune rurale à habitat dispersé, selon la nouvelle grille communale de densité à sept niveaux définie par l'Insee en 2022.
Elle est située hors unité urbaine et hors attraction des villes,.

### Occupation des sols

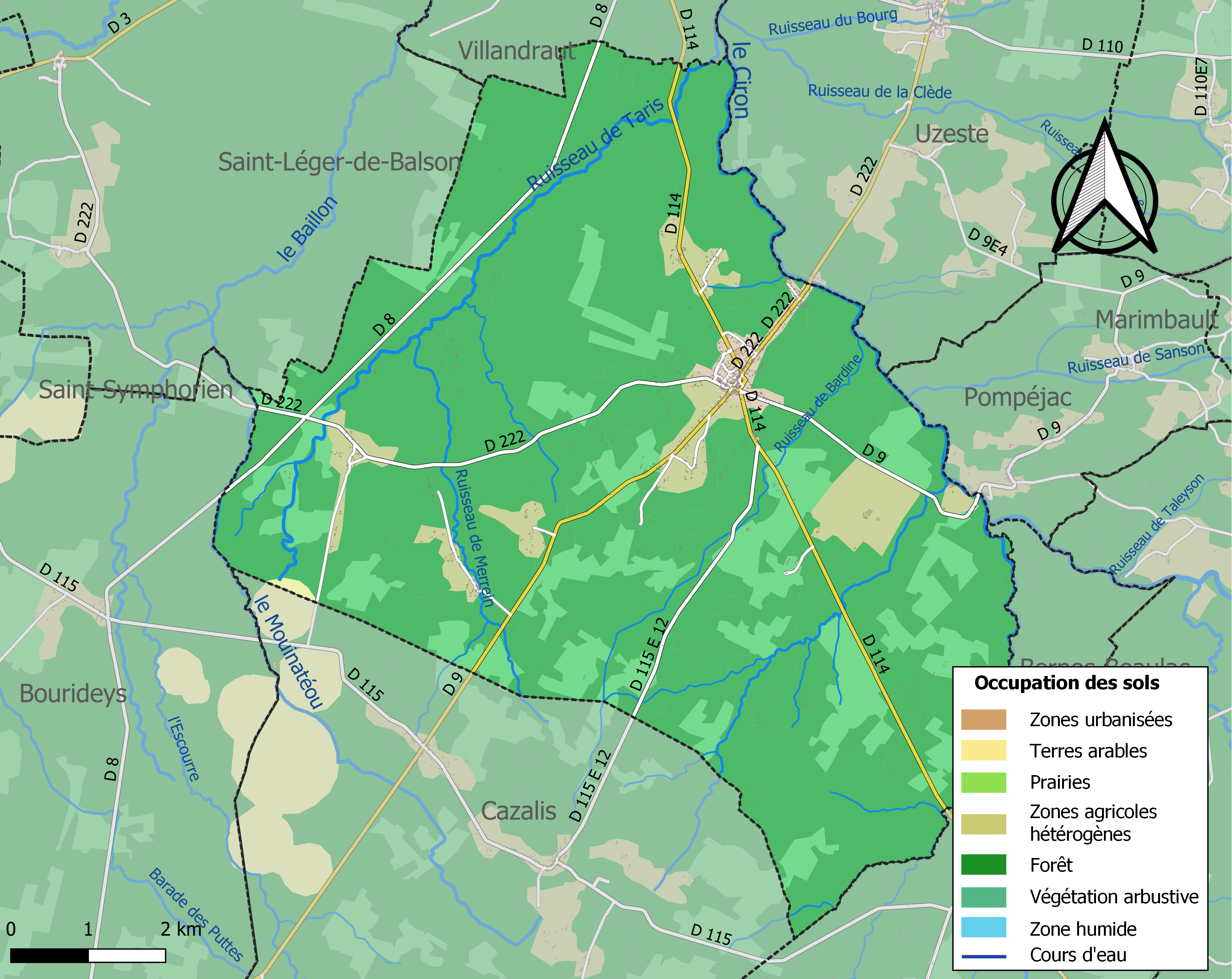
Carte des infrastructures et de l'occupation des sols de la commune en 2018 (CLC).

L'occupation des sols de la commune, telle qu'elle ressort de la base de données européenne d’occupation biophysique des sols Corine Land Cover (CLC), est marquée par l'importance des forêts et milieux semi-naturels (93,1 % en 2018), une proportion sensiblement équivalente à celle de 1990 (93,5 %). La répartition détaillée en 2018 est la suivante : 
forêts (77 %), milieux à végétation arbustive et/ou herbacée (16,1 %), zones agricoles hétérogènes (5,6 %), zones urbanisées (1,2 %), terres arables (0,2 %). L'évolution de l’occupation des sols de la commune et de ses infrastructures peut être observée sur les différentes représentations cartographiques du territoire : la carte de Cassini (XVIIIe siècle), la carte d'état-major (1820-1866) et les cartes ou photos aériennes de l'IGN pour la période actuelle (1950 à aujourd'hui).

### Voies de communication et transports
Les principales voies de communication routière qui traversent toutes trois le bourg sont la route départementale D114 qui mène vers le nord-nord-ouest à Villandraut et vers le sud-est à Lucmau et Captieux, la route départementale D9 qui mène vers le sud-ouest vers Luxey dans le département des Landes et vers l'est à Pompéjac et au-delà vers le nord-est à Bazas et la route départementale D222 qui mène vers l'ouest vers Bourideys et Saint-Symphorien et vers le nord-est à Uzeste et Langon.
L'accès le plus proche à l'autoroute A62 (Bordeaux-Toulouse) est celui de  3 Langon distant de 19 km par la route vers le nord-nord-est.

L'accès  2 Captieux à l'autoroute A65 (Langon-Pau) se situe à 14 km vers le sud-est.
La gare SNCF la plus proche est celle, distante de 20 km par la route vers le nord, de Langon sur la ligne Bordeaux-Sète du TER Nouvelle-Aquitaine.

### Risques majeurs
Le territoire de la commune de Préchac est vulnérable à différents aléas naturels : météorologiques (tempête, orage, neige, grand froid, canicule ou sécheresse), inondations, feux de forêts et séisme (sismicité très faible). Un site publié par le BRGM permet d'évaluer simplement et rapidement les risques d'un bien localisé soit par son adresse soit par le numéro de sa parcelle.
La commune a été reconnue en état de catastrophe naturelle au titre des dommages causés par les inondations et coulées de boue survenues en 1982, 1999, 2000, 2009 et 2020,.
Préchac est exposée au risque de feu de forêt. Depuis le 20 avril 2016, les départements de la Gironde, des Landes et de Lot-et-Garonne disposent d’un règlement interdépartemental de protection de la forêt contre les incendies. Ce règlement vise à mieux prévenir les incendies de forêt, à faciliter les interventions des services et à limiter les conséquences, que ce soit par le débroussaillement, la limitation de l’apport du feu ou la réglementation des activités en forêt. Il définit en particulier cinq niveaux de vigilance croissants auxquels sont associés différentes mesures,.

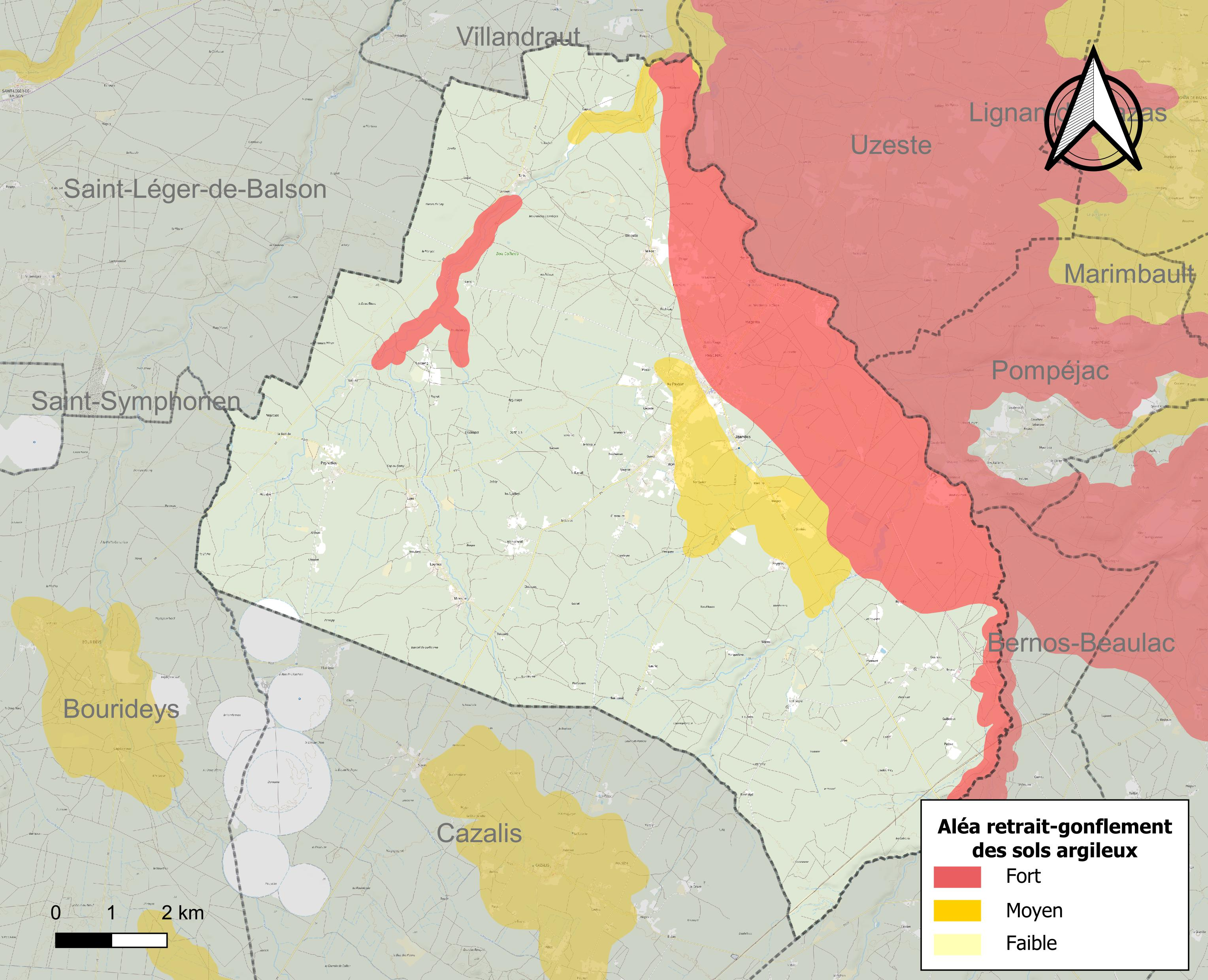
Carte des zones d'aléa retrait-gonflement des sols argileux de Préchac.

Le retrait-gonflement des sols argileux est susceptible d'engendrer des dommages importants aux bâtiments en cas d’alternance de périodes de sécheresse et de pluie. 23,9 % de la superficie communale est en aléa moyen ou fort (67,4 % au niveau départemental et 48,5 % au niveau national). Sur les 613 bâtiments dénombrés sur la commune en 2019, 340 sont en aléa moyen ou fort, soit 55 %, à comparer aux 84 % au niveau départemental et 54 % au niveau national. Une cartographie de l'exposition du territoire national au retrait gonflement des sols argileux est disponible sur le site du BRGM,.
Par ailleurs, afin de mieux appréhender le risque d’affaissement de terrain, l'inventaire national des cavités souterraines permet de localiser celles situées sur la commune.
Concernant les mouvements de terrains, la commune a été reconnue en état de catastrophe naturelle au titre des dommages causés par la sécheresse en 2011 et par des mouvements de terrain en 1999.

## Toponymie

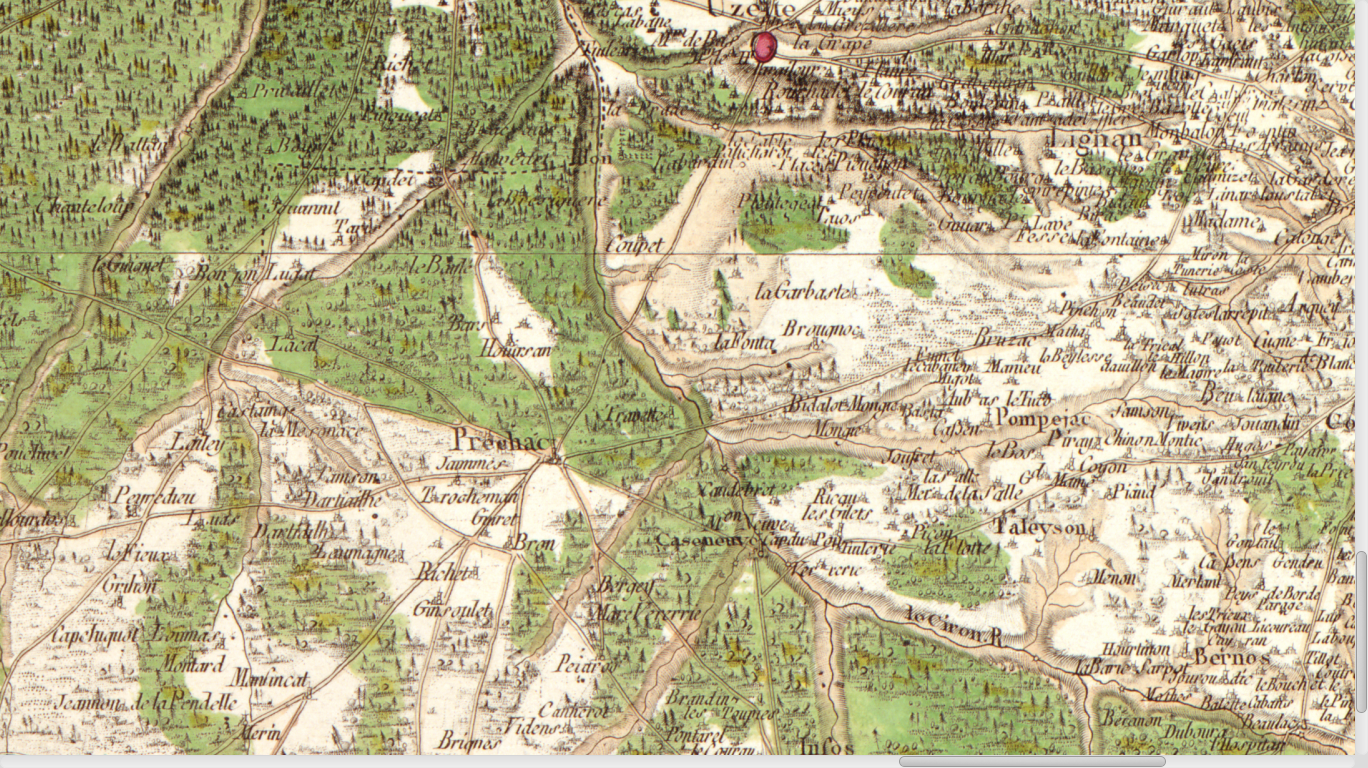
Préchac en 1756, Cassini

L'origine étymologique serait peut-être le latin Priscus, la terminaison en ac indiquant qu’une villa gallo-romaine occupait le site, selon le site officiel de la communauté de communes du canton de Villandraut, ou le nom de la famille de Preyssac qui était alliée à Clément V, et possédait l’emplacement occupé aujourd’hui par le bourg, selon le site officiel de la commune.

En gascon, le nom de la commune se dit Preishac.

## Histoire
C'est probablement la localité du canton dont l’occupation est la plus ancienne, de façon attestée, ce lieu est habité depuis l’époque gallo-romaine, des fouilles ont mis au jour des restes de villa sous l’église.
La seigneurie principale est Cazeneuve qui est au moins depuis le XIIIe siècle, possession de la Maison d'Albret et dont le château se situe à l'est du village.
À la Révolution, les paroisses Saint-Pierre de Préchac, Saint-Martin d'Insos et Notre-Dame de Cazalis (sauf son annexe Saint-Michel de Bourideys) forment la commune de Préchac. Le 20 juin 1858, la commune de Préchac est démembrée pour former la commune de Cazalis.
Le 1er août 1944, la population de la commune est prise en otage par la Gestapo et la Wehrmacht. La place du Premier-Août, place principale du bourg où se situe l'église Saint-Pierre, fait référence à cet événement.

## Héraldique
| Armes | Les armes de Préchac se blasonnent ainsi : Écartelé, au premier de gueules à la tour d'or ouverte, ajourée et maçonnée de sable, soutenue d'une champagne d'argent chargée de deux fers de moulin de sable, au deuxième d'azur à l'arbre terrassé d'argent, au troisième d'azur au pin arraché d'argent, au quatrième de gueules au cerf élancé d'or ; au cor de l'un en l'autre brochant en pointe sur la partition. |

## Politique et administration
| Période                                  | Période                    | Identité                  | Étiquette | Qualité                  |
| ---------------------------------------- | -------------------------- | ------------------------- | --------- | ------------------------ |
| 1934                                     | 1939                       | Pierre Laborde            |           |                          |
|                                          |                            |                           |           |                          |
| 1981                                     | novembre 1997              | Gilbert Cardouat          | PS        | Instituteur              |
|                                          |                            |                           |           |                          |
| mars 2001                                | septembre 2018 (démission) | Sandra Bouteiller-Barot , | DVD       | sans profession déclarée |
| 2018                                     | En cours                   | Michel Mortagne           |           |                          |
| Les données manquantes sont à compléter. |                            |                           |           |                          |

### Communauté de communes
Le 1er janvier 2014, la Communauté de communes du canton de Villandraut ayant été supprimée, la commune de Préchac s'est retrouvée intégrée à la Communauté de communes du Sud Gironde siégeant à Mazères.

## Démographie
| 1793  | 1800  | 1806  | 1821  | 1831  | 1836  | 1841  | 1846  | 1851  |
| ----- | ----- | ----- | ----- | ----- | ----- | ----- | ----- | ----- |
| 2 600 | 2 664 | 2 432 | 2 770 | 2 907 | 2 855 | 3 022 | 3 102 | 3 047 |

| 1856  | 1861  | 1866  | 1872  | 1876  | 1881  | 1886  | 1891  | 1896  |
| ----- | ----- | ----- | ----- | ----- | ----- | ----- | ----- | ----- |
| 3 028 | 2 178 | 2 173 | 2 128 | 2 021 | 1 978 | 1 996 | 1 842 | 1 826 |

| 1901  | 1906  | 1911  | 1921  | 1926  | 1931  | 1936  | 1946  | 1954  |
| ----- | ----- | ----- | ----- | ----- | ----- | ----- | ----- | ----- |
| 1 841 | 1 941 | 1 911 | 1 656 | 1 583 | 1 521 | 1 462 | 1 249 | 1 205 |

| 1962  | 1968  | 1975  | 1982 | 1990 | 1999  | 2006  | 2011  | 2016  |
| ----- | ----- | ----- | ---- | ---- | ----- | ----- | ----- | ----- |
| 1 136 | 1 050 | 1 007 | 953  | 985  | 1 017 | 1 011 | 1 048 | 1 012 |

| 2021  | 2022  | - | - | - | - | - | - | - |
| ----- | ----- | - | - | - | - | - | - | - |
| 1 040 | 1 059 | - | - | - | - | - | - | - |

## Lieux et monuments
- L'église Saint-Pierre-ès-Liens de Préchac est classée monument historique depuis 1909[43].
- L'église d'Insos, de l'ancienne paroisse d'Insos située à cinq kilomètres en direction de Lucmau, de style roman, construite au XIVe siècle est inscrite monument historique depuis 1925[44].
- Le château de Cazeneuve, ancienne résidence des rois de Navarre dont Henri IV, a été classé monument historique en 1965[45].
- Les ruines du Château de la Trave, château fort du XIVe siècle se trouvent à proximité du pont de la Trave sur le Ciron et un barrage ; les ruines ont été inscrites en tant que monument historique en 1987[46].
- Plus en amont, se dressent les ruines du château de la Füe, également dit château de la Travette ; les vestiges en ont été également inscrits en tant que monument historique en 1987[47].
- À proximité, dans un site pittoresque, se trouve le moulin fortifié de Caussarieu datant du XVe siècle.
- À Insos, on peut découvrir les vestiges d’un cimetière protestant où étaient inhumés les ouvriers des verreries.
- Halte nautique sur le Ciron.

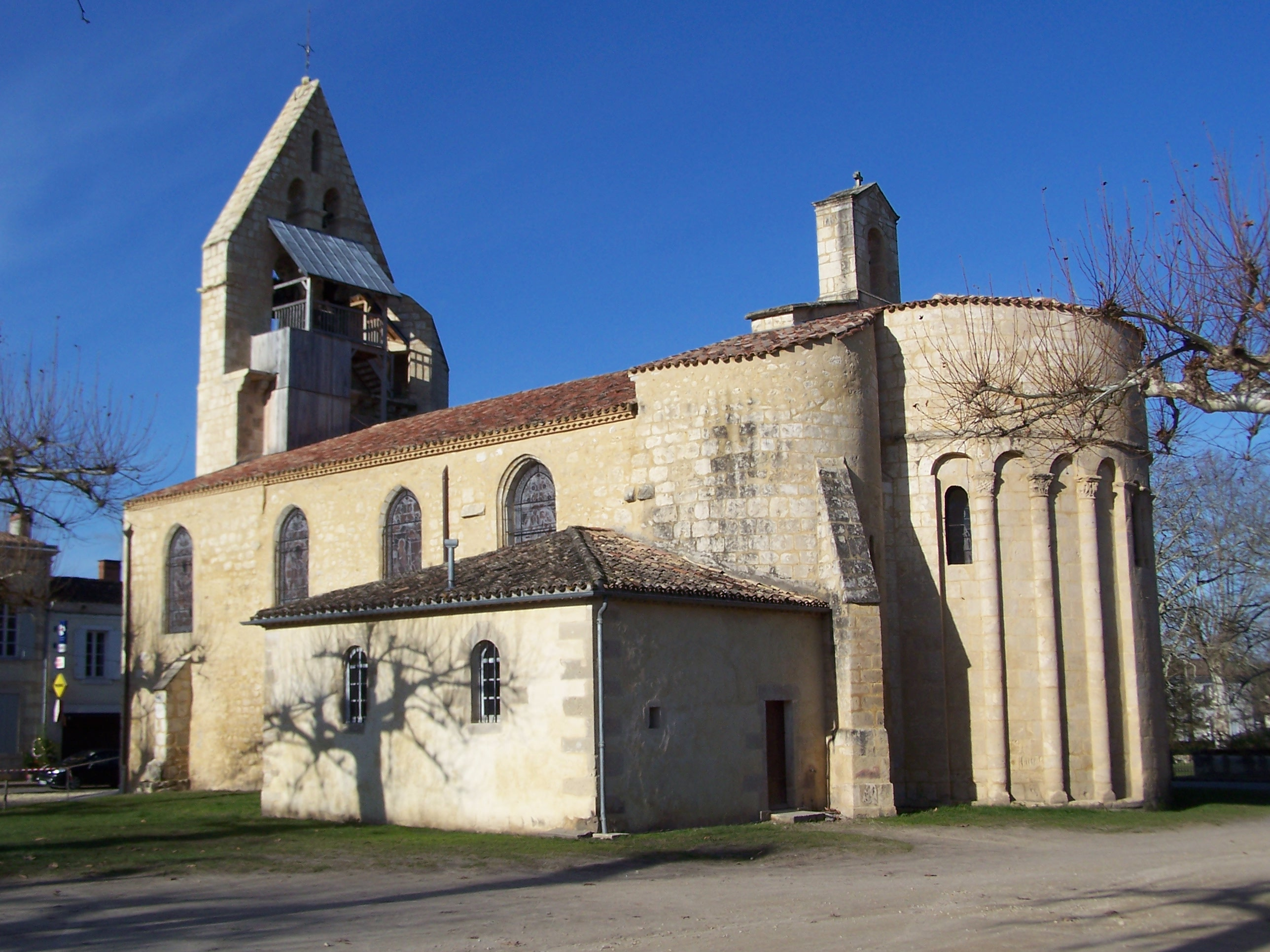
Vue sud-est de l'église Saint-Pierre-ès-Liens (déc. 2012)
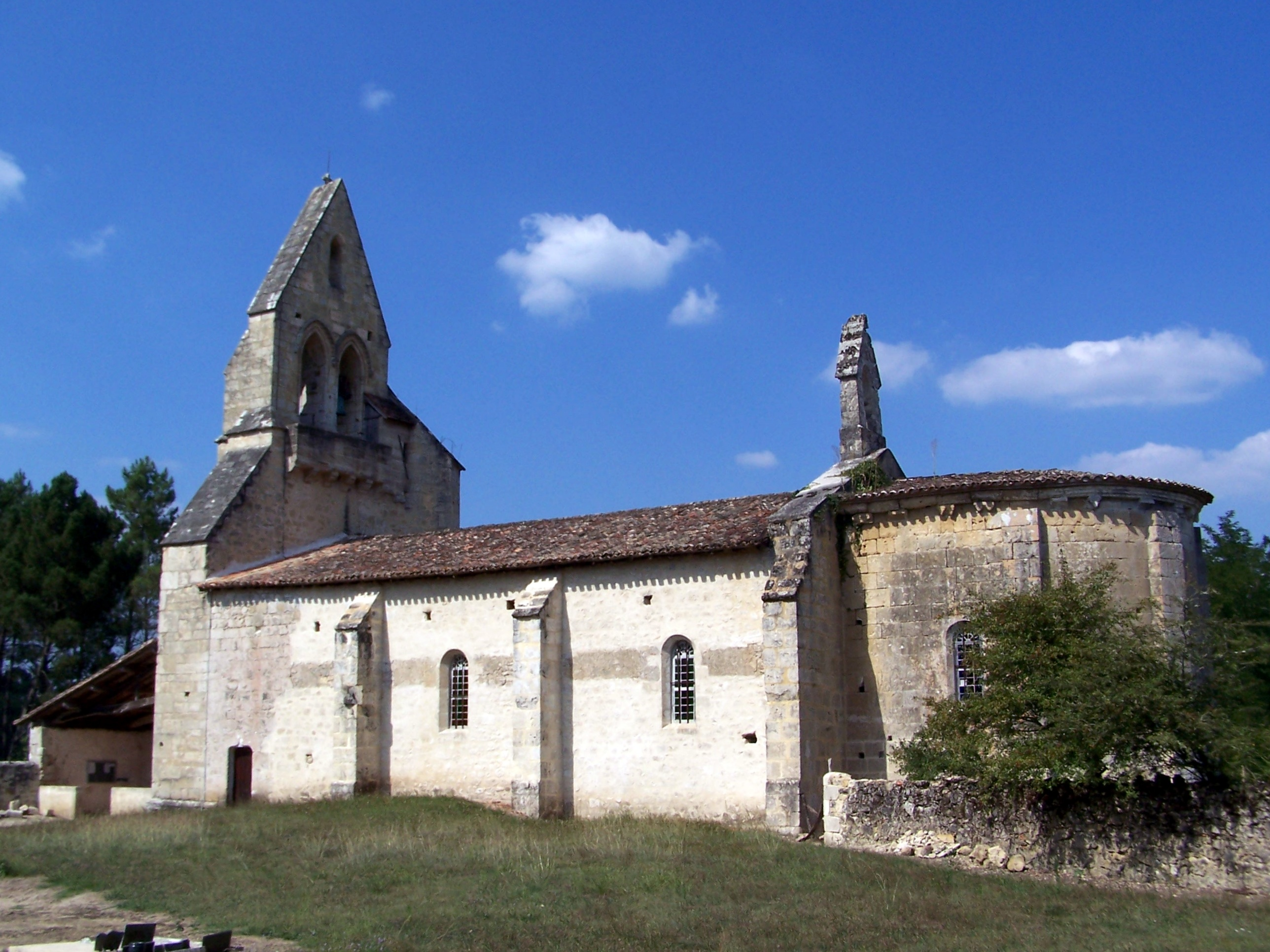
Façade sud de l'église d'Insos (août 2013)
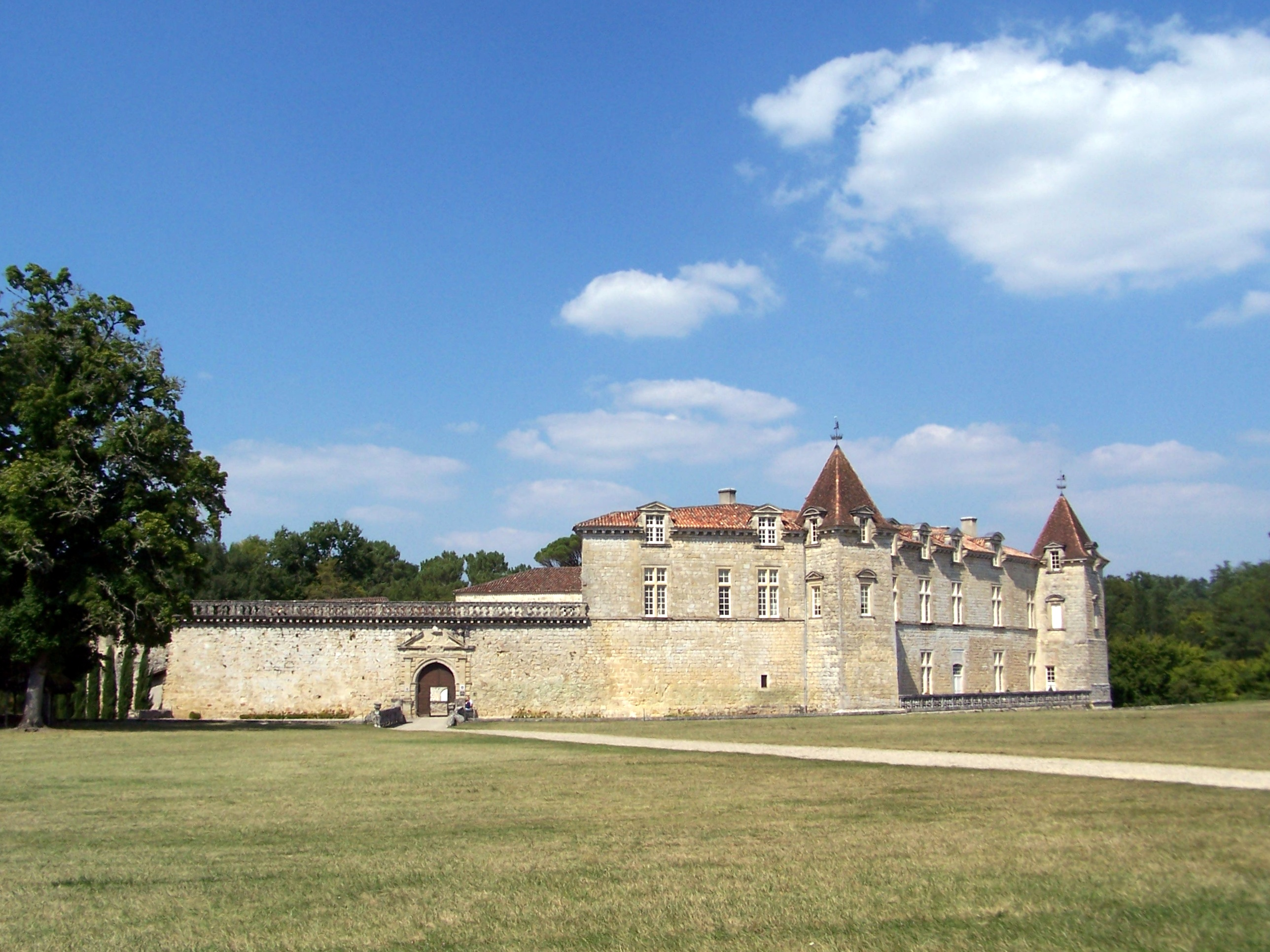
Le château de Cazeneuve (août 2013)
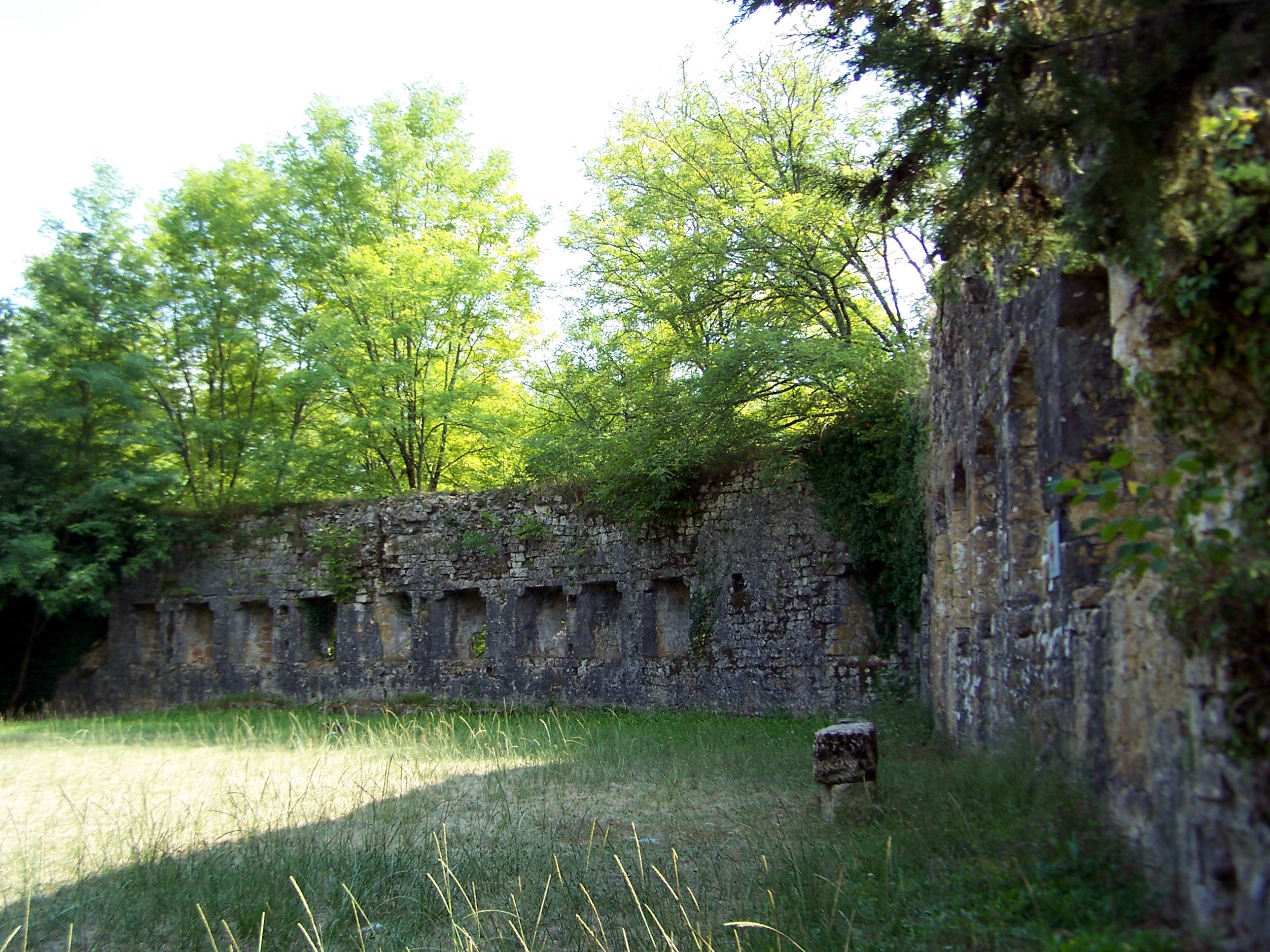
Le château de la Trave (août 2013)
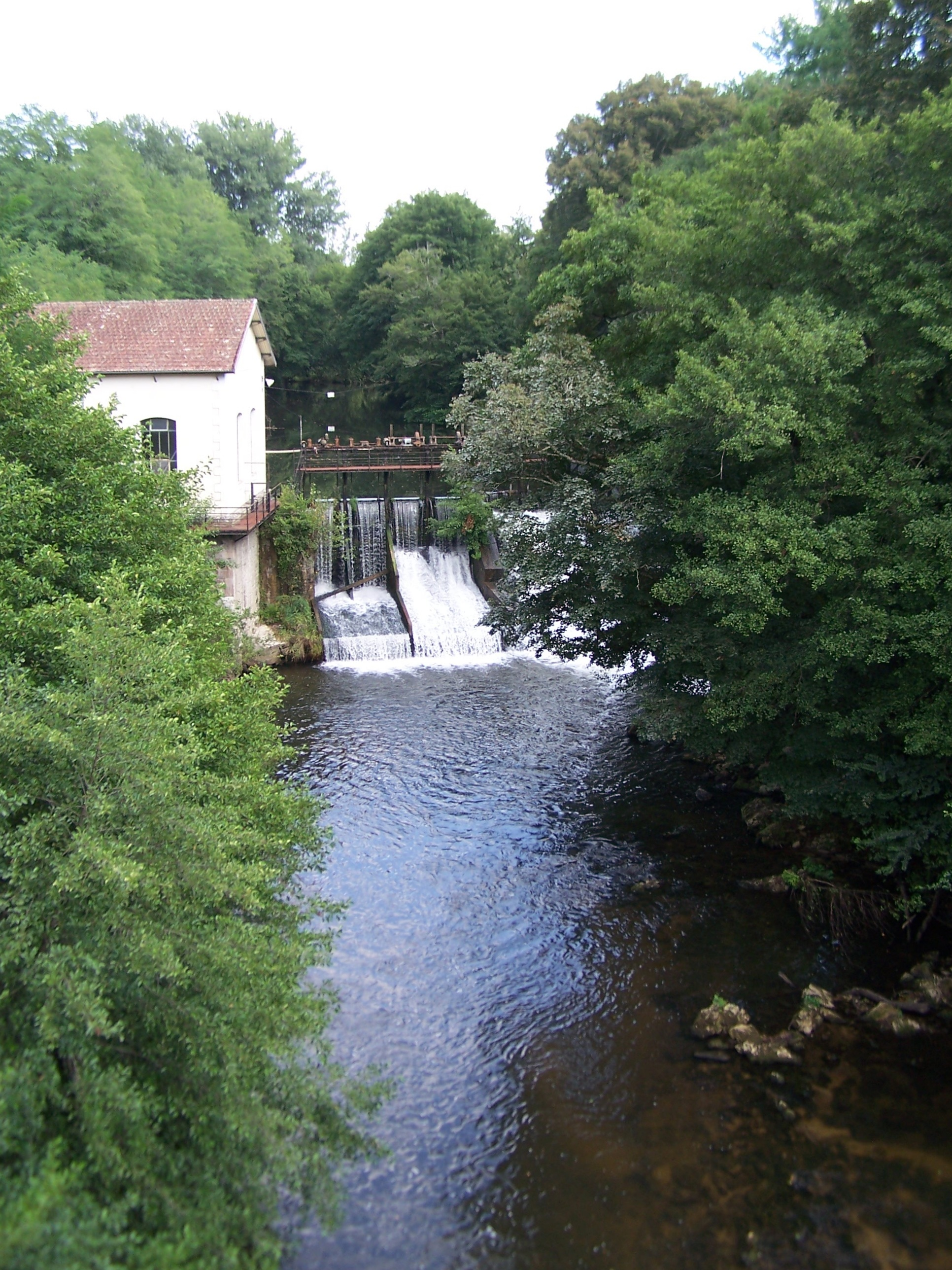
Le barrage de la Trave sur le Ciron (août 2013)
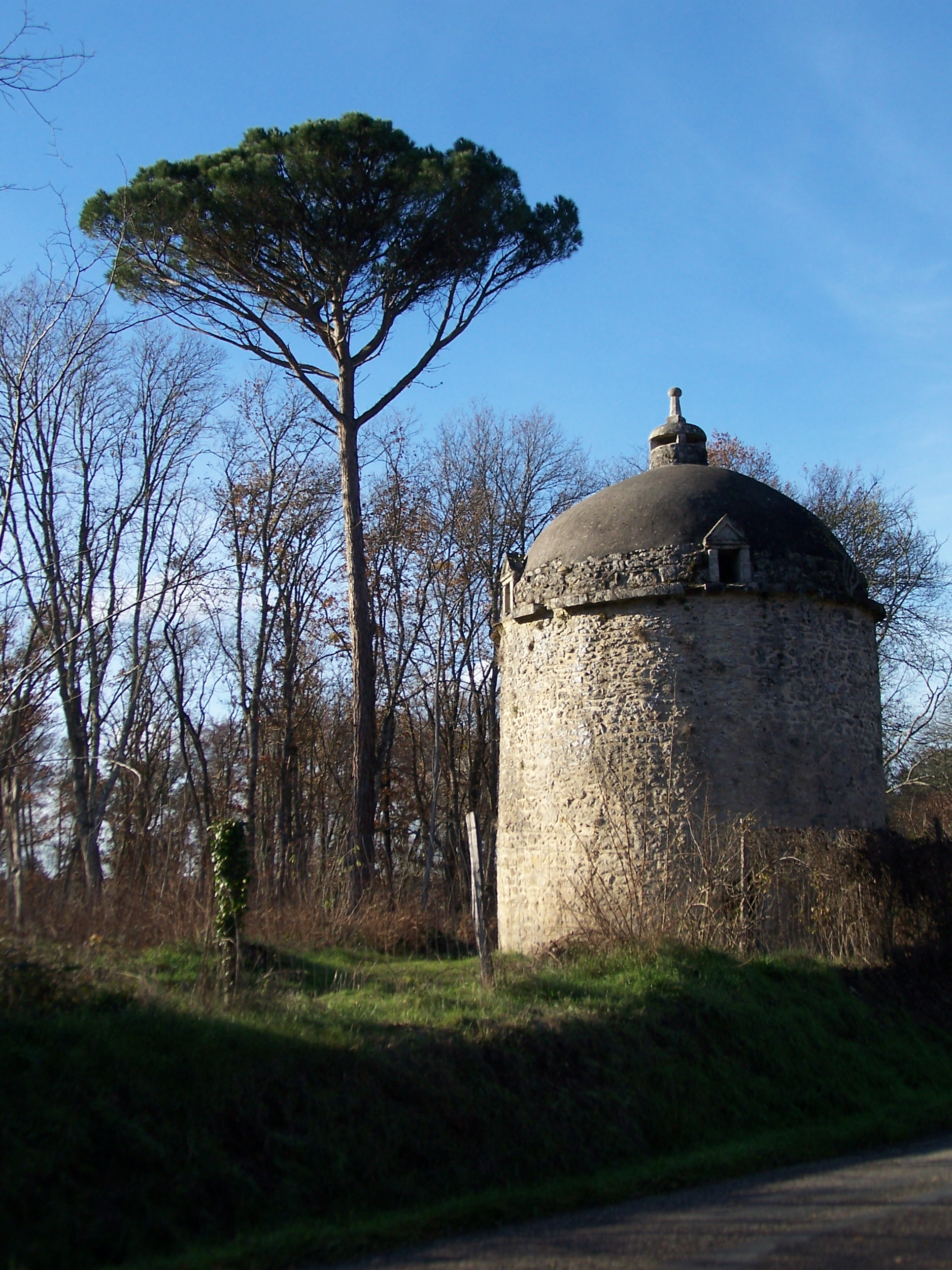
Pigeonnier près du château de Cazeneuve (déc. 2012)
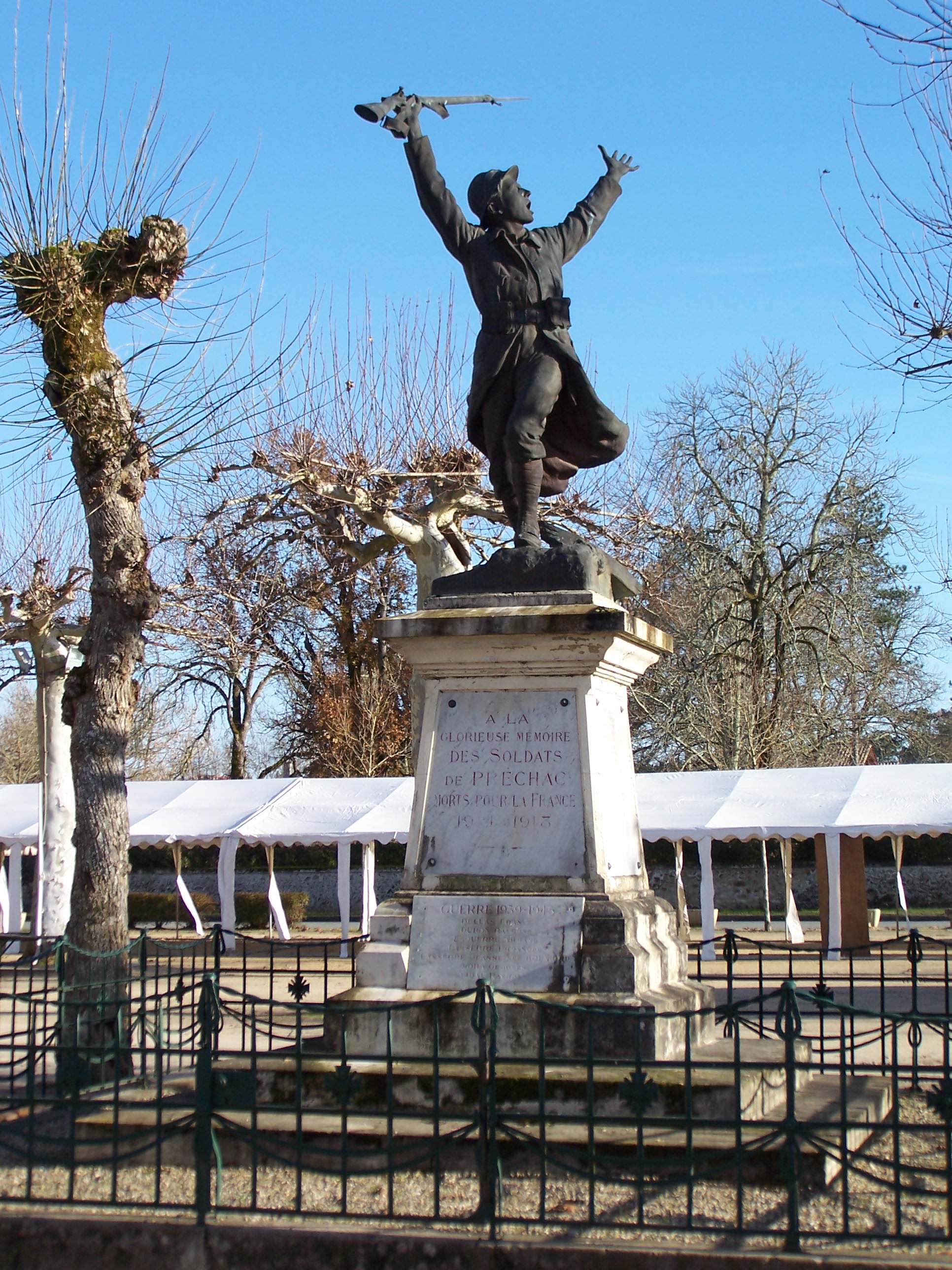
Le monument aux morts près de l'église (déc. 2012)

## Personnalités liées à la commune
- Charlotte-Rose de Caumont La Force (1650-1724), romancière et poétesse française, est née au château de Cazeneuve.
- Louis Rosoor (1883-1969), violoncelliste français, concertiste et enseignant, est décédé dans la commune.
- Robert Dubourg (1908-1979), artiste peintre français, est né dans la commune.